# Edmond Kamguia
Edmond Kamguia, né le 23 août 1967 à Douala, est un journaliste, éditorialiste et enseignant-chercheur camerounais.

## Biographie

### Enfance, éducation et débuts
Figure majeure de la défense de la liberté de la presse, Kamguia participe activement aux mobilisations des années 1990 qui aboutissent à l’abolition de la censure en 1996. Son militantisme, marqué par plus de 30 arrestations, inclut un séjour en détention au SED en 2000 et une violente agression en 2004. Il soutient également des figures emblématiques comme Célestin Monga et Mongo Beti.

### Carrière
Diplômé en journalisme, droit, diplomatie et théologie, il enseigne et poursuit plusieurs recherches doctorales. Il commence sa carrière journalistique en 1987, cofonde La Nouvelle Expression et travaille pour Le Messager. Depuis 2016, il est éditorialiste à Droit de Réponse sur Equinoxe TV.
Edmog Kamguia est un éditorialiste polititque. Longtemps collaborateur et consultant de Cédrick Noufélé, il participe régulièrement aux débats sur la chaîne de télévision privée équinoxe télévision,. Il est par ailleurs actif dans la presse écrite, notamment La Nouvelle Expression au Cameroun.

### Publications et distinctions
Auteur de plusieurs ouvrages, dont Le journalisme du carton rouge (2003), il a reçu de nombreuses distinctions, notamment Meilleur analyste politique du Cameroun (2018, 2020) et Meilleur consultant médias en Afrique (2021).

### Engagement associatif
Cofondateur de l’Union des journalistes du Cameroun (UJC) et du Syndicat national des journalistes (SNJC), Kamguia a contribué à des réformes majeures pour les journalistes, dont l’adoption d’une convention collective et d’un code anti-corruption.